# Contratto

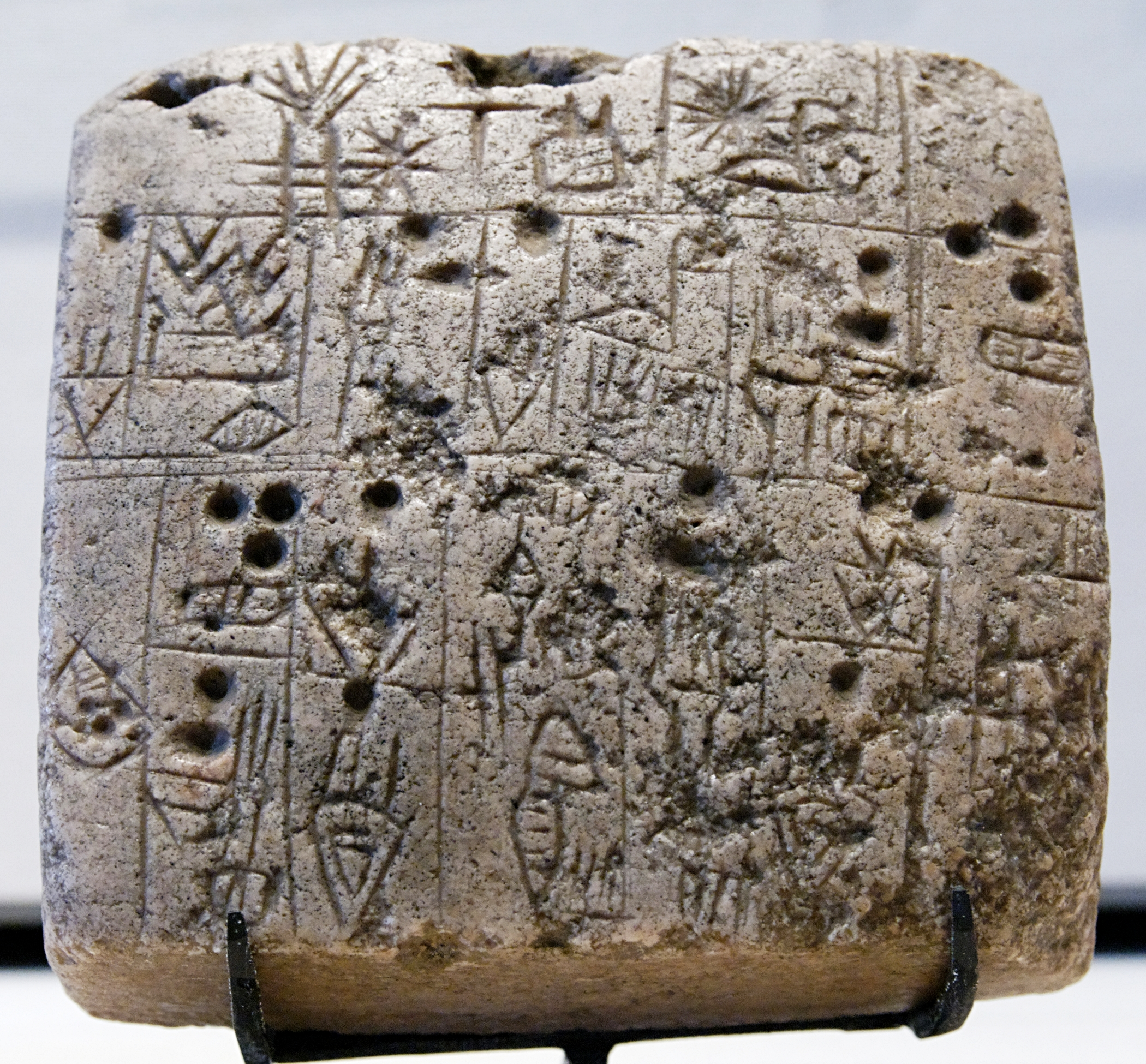
Contratto di vendita di un schiavo, scritto su tavoletta d'argilla di epoca sumera databile attorno al 2600 a.C. e conservata al Museo del Louvre

Un contratto è l'accordo di due o più parti per costituire, regolare o estinguere tra loro un rapporto giuridico patrimoniale; il contratto si differenzia dall'accordo: l'accordo celebra e sancisce l'alleanza rendendola sacra e inviolabile; di converso, il contratto si richiama a condotte collaborative interessate stipulandosi ed eseguendosi "sotto la reciproca minaccia dell'inadempimento, che si realizzerà ogni qual volta corrisponderà all'interesse del debitore non adempiere l'obbligazione".

## Evoluzione storica

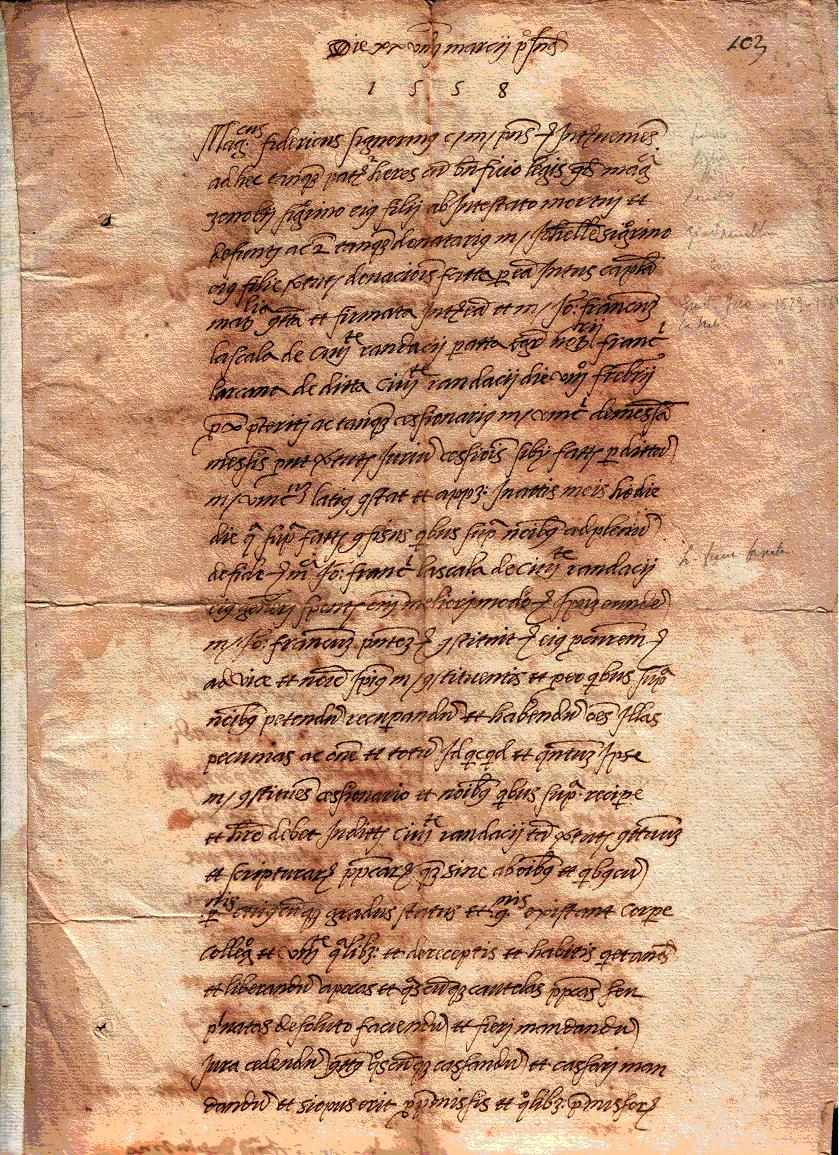
Un contratto di compravendita in forma di atto notarile del 1558

Contratto deriva dal latino contractus (participio passato di contrahĕre, 'trarre insieme, riunire', composto da con-, derivato da cum, e da trahĕre, 'trarre'), termine che originariamente nel diritto romano indicava non una fonte di obbligazioni ma lo stesso rapporto giuridico obbligatorio sorto da un atto lecito, in contrapposizione al rapporto obbligatorio da atto illecito (delictum). Nello ius civile affinché sorgesse un contractus non era sufficiente l'accordo delle parti, essendo anche necessario il rispetto di determinate forme. Invece, lo ius gentium conosceva la possibilità di far sorgere obbligazioni con il solo consenso delle parti. Si affermò, così, l'idea che fonte delle obbligazioni fosse l'accordo delle parti, con la conseguente evoluzione del significato del termine contractus il quale, sul finire del periodo classico, ormai designava l'accordo stesso (fatto rientrare, assieme al pactum, nella più ampia categoria della conventio, il negozio giuridico bilaterale). Questa accezione del termine fu recepita nel Digesto che, nelle Istituzioni, annovera il contratto tra le fonti di obbligazione, assieme a quasi contratto, delitto e quasi delitto.
La quadripartizione giustinianea delle fonti di obbligazioni è giunta fino al Codice Napoleonico che all'art. 1101 da una definizione del contratto («Il contratto è una convenzione mediante la quale una o più persone si obbligano verso una o più persone, a dare, a fare, o a non fare qualche cosa»). La codificazione napoleonica, però, non riserva al contratto il ruolo centrale che ha nel moderno diritto privato, attribuendo, invece, un ruolo centrale alla proprietà, come avveniva fin dal diritto romano. È significativo, al riguardo, che il Codice Napoleonico, seguendo una tradizione che risale al diritto romano, annoveri riduttivamente il contratto tra «i modi di acquistare e trasmette la proprietà e gli altri diritti sulle cose» (così s'intitola il Libro III, nel quale è inserita la sua disciplina).
Il Codice Napoleonico ha recepito anche il principio solus consensus obligat, elaborato dalla dottrina giusnaturalistica, secondo il quale è sufficiente il semplice consenso delle parti (il nudum pactum come si diceva allora) per far sorgere l'obbligazione, laddove nel diritto romano era di regola necessario anche il rispetto di determinate forme. Tale principio consensualistico è senz'altro più confacente al ruolo che il contratto è venuto ad assumere nel diritto privato moderno, divenendo strumento principale per la circolazione della ricchezza, non più legata alla proprietà ma connaturata all'attività imprenditoriale e finalizzata alla creazione di nuova ricchezza. In quest'ottica, la sua disciplina non può che anteporre alla protezione dei contraenti visti come proprietari, centrale nel diritto romano, l'esigenza di assicurare la facilità degli accordi e la celerità degli scambi.
Altra caratteristica del contractus romano, venuta meno nell'attuale diritto privato, è la tipicità: il diritto romano classico non conosceva una figura generale di contratto, ma singoli tipi di contratto, ciascuno con un proprio nome e tutelato da un'apposita azione; la tipicità, pur se in vario modo attenuta (si pensi all'actio praescriptis verbis), si mantenne in epoca postclassica e giustinianea. Negli ordinamenti contemporanei, invece, si è affermata una figura generale di contratto, anche se numerosi ordinamenti presentano, in aggiunta alla disciplina generale del contratto, specifiche discipline, solitamente mediante norme dispositive, per determinati tipi contrattuali, che possono essere visti come altrettanti modelli di operazioni economiche attuate attraverso un contratto.

## Caratteristiche
Nonostante la nozione non sia definita allo stesso modo in tutti gli ordinamenti giuridici; c'è però un elemento comune in tutte le definizioni: l'accordo tra due o più soggetti (le parti del contratto) per produrre effetti giuridici (ossia costituire, modificare o estinguere rapporti giuridici), quindi un atto giuridico e, più precisamente, un negozio giuridico bilaterale o plurilaterale.

## Differenze concettuali nel diritto

### Differenze nei vari ordinamenti giuridici
Nemmeno all'interno dell'area di diritto continentale il concetto di contratto ha ovunque la stessa estensione. Infatti, mentre nell'ordinamento tedesco e in quelli a esso ispirati è considerato contratto qualsiasi atto negoziale bilaterale o plurilaterale, a prescindere dal suo contenuto, in taluni ordinamenti di diritto continentale, tra cui quello francese e quello italiano, sono contratti solo quegli accordi con i quali si creano, modificano o estinguono rapporti giuridici patrimoniali, vale a dire corrispondenti a interessi di natura economica (ossia suscettibili di essere valutati in denaro). Di conseguenza, in questi ordinamenti il concetto di contratto è più ristretto di quello di convenzione, che si estende anche agli accordi relativi a rapporti giuridici non patrimoniali, mentre i due concetti vengono a coincidere negli ordinamenti riconducibili al modello tedesco.
Va aggiunto che nell'ordinamento tedesco e in quelli a esso ispirati (Danimarca, Grecia, Brasile ecc.) la validità del contratto non richiede, oltre all'accordo tra le parti, una causa poiché l'ordinamento conferisce validità alla dichiarazione di volontà in sé (principio di astrattezza) a differenza di quanto avviene negli ordinamenti dove vige il principio di causalità (che comprendono il resto dell'Europa - tolte Germania, Danimarca e Grecia - e la maggior parte dell'America latina). Quella di causa è una nozione piuttosto sfuggente, che risale al diritto romano o, meglio, alla sua rielaborazione a opera dei giusnaturalisti del XVIII secolo, ed è stata mantenuta nel Codice Napoleonico francese, donde si è diffusa negli ordinamenti che ne hanno recepito il modello, tra cui quello italiano. Variamente definita sul piano teorico - per esempio, come schema dell'operazione economico-giuridica che il contratto realizza immediatamente (a prescindere da ogni scopo ulteriore del contratto, che viene designato come motivo) - la causa finisce per riflettere l'esistenza di uno scambio di prestazioni nel caso dei contratti a titolo oneroso (richiamando così la consideration anglosassone) e lo spirito di liberalità, il cosiddetto animus donandi, nel caso dei contratti a titolo gratuito.
Va anche tenuto presente che il BGB tedesco e i codici civili a esso ispirati disciplinano il negozio giuridico come categoria generale e il contratto come sua sottospecie (negozio giuridico bilaterale o plurilaterale). Invece, i codici ispirati al Codice Napoleonico ignorano il concetto di negozio giuridico (che in alcuni ordinamenti, come quello italiano e quello spagnolo, è però utilizzato da dottrina e giurisprudenza), sicché la disciplina codicistica è incentrata sul contratto.
Alla luce di quanto si è detto, negli ordinamenti di diritto continentale che si rifanno al BGB il contratto può essere definito come negozio giuridico bilaterale o plurilaterale, mentre in quelli che si rifanno al Codice Napoleonico può essere definito come accordo per l'esecuzione di una prestazione.

### Differenze tracommon lawecivil law
Nel linguaggio corrente e in quello economico il contratto è concepito come l'accordo tra due o più soggetti per lo scambio di prestazioni: per esempio, nella compravendita, che rappresenta il prototipo del contratto in questa concezione, un soggetto trasferisce all'altro un bene e, in cambio, riceve da questi una certa somma di denaro (il prezzo). Negli ordinamenti di common law il contract è proprio questo: un accordo tra due o più soggetti connotato dallo scambio di prestazioni e, quindi, dall'assunzione di obblighi da entrambe le parti; il collegamento tra la promessa (promise, la dichiarazione di assumere un obbligo) di una parte e quella dell'altra è la cosiddetta consideration, che è considerata requisito non del contratto ma di ciascuna promessa. In questi ordinamenti, dunque, il contratto può essere definito come l'accordo per lo scambio di promesse.
Negli ordinamenti di civil law, invece, il concetto ha una maggiore estensione, frutto di quella tendenza all'astrazione che caratterizza tali culture giuridiche. Qui, infatti, vengono fatti rientrare tra i contratti non solo gli accordi connotati da uno scambio di prestazioni e, quindi, dal sorgere di obblighi in capo a tutte le parti (contratti bilaterali o sinallagmatici) ma anche quelli che, come la donazione, fanno sorgere obblighi in capo solo a una o ad alcune delle parti (contratti unilaterali). Nei paesi di common law, invece, un atto privo di consideration è possibile solo come deed: si tratta di un atto connotato da una serie di requisiti formali (redazione per iscritto; firma della parte e suo sigillo, oggi sostituito dalla dicitura as seal; presenza di un testimone; consegna del documento all'altra parte) che può avere qualsiasi contenuto (anche un contract può essere fatto in questa forma); viene utilizzato, tra l'altro, per la donazione (deed of gift), la promessa unilaterale (deed of convenant), la costituzione di diritti reali (deed of grant), la remissione del debito (deed of release) ed il trasferimento di diritti immobiliari (deed of conveyance).
Inoltre, negli ordinamenti di diritto, a differenza di quelli di common law, ammettono l'esistenza di contratti reali (sebbene la categoria non sia operativa in tutti gli ordinamenti): questi, a differenza dei contratti consensuali, per perfezionarsi necessitano, oltre che del consenso delle parti, della consegna dell'oggetto del contratto dall'una all'altra parte (traditio rei); è il caso del deposito negli ordinamenti, come quello italiano, in cui ha natura reale. Le situazioni che negli ordinamenti di diritto continentale danno luogo a un contratto reale, nei sistemi di common law danno luogo a un bailment, un rapporto giuridico in forza del quale chi ha consegnato il bene (bailor) può chiederne la restituzione a colui che lo ha ricevuto (bailee) non in virtù di un'obbligazione contrattuale ma della proprietà o del possesso sul bene medesimo; l'elemento che caratterizza il bailment è, infatti, la consegna di cose mobili dal bailor al bailee alla condizione espressa o tacita che saranno restituite non appena sarà venuto meno lo scopo della consegna.

## Procedimento di formazione

### Trattative precontrattuali
A volte soprattutto nei casi di maggiore complessità, la conclusione del contratto può essere preceduta da una fase preparatoria durante la quale le parti si scambiano proposte parziali, le discutono, fissano accordi parziali ecc.: sono le cosiddette trattative, che caratterizzano il cosiddetto contratto a formazione progressiva. Le trattative non impegnano le parti a concludere il contratto, tuttavia, negli ordinamenti di diritto continentale, il legislatore impone alle parti di comportarsi durante le stesse secondo lealtà o buona fede; la violazione di questo dovere dà luogo a un illecito civile, considerato da dottrina e giurisprudenza extracontrattuale in certi ordinamenti (per esempio, Francia e - secondo l'opinione prevalente - Italia), contrattuale in altri (per esempio, Germania): è la cosiddetta responsabilità precontrattuale (o culpa in contraendo). Nei paesi di common law, invece, non esiste un dovere del genere: nel Regno Unito i comportamenti scorretti durante le trattative danno luogo a responsabilità solo in alcuni casi in cui la giurisprudenza riconosce una specifica azione per illecito civile (tort), negli Stati Uniti, addirittura, non è prevista alcuna responsabilità.
Una richiesta di offerta (da parte del potenziale acquirente) e la successiva offerta (detta anche "preventivo") emessa dal potenziale cessionario, sono tipiche modalità precontrattuali. In taluni casi è il potenziale fornitore che emette una proposta. Sino a quando tale fase non giunge al perfezionamento contrattuale (ordine del cliente seguito da conferma ordine da parte del fornitore), si parla di fase negoziale. Nei procedimenti a gara (sia in ambito pubblico che tra privati) è il committente che invita potenziali fornitori a formulare un'offerta.
Nel corso delle trattative le parti possono sottoscrivere lettere d'intenti (note anche come memorandum of understanding o statement of principles), documenti scritti con i quali fissano i punti su cui sono già pervenute a un accordo e disciplinano il prosieguo delle trattative, senza che questo le impegni a concludere il contratto. Al contrario, il contratto preliminare è un vero e proprio contratto che obbliga le parti a concludere, in un momento successivo, il contratto definitivo di cui contiene gli elementi essenziali. Non in tutti gli ordinamenti, però, il contratto preliminare ha lo stesso valore e, anzi, in quelli di common law si vede negato il valore di contract dalla giurisprudenza per l'oggetto troppo indeterminato e, comunque, la mancanza di consideration.

### L'accordo tra le parti
Tutti gli ordinamenti richiedono per la conclusione del contratto l'accordo tra le parti (manifestazione della volontà delle parti contraenti), ossia la piena coincidenza tra le dichiarazioni di volontà di ciascuna. Grazie all'accordo, le dichiarazioni delle parti si fondono in un unico atto bilaterale o plurilaterale. Va tuttavia notato che la fusione delle dichiarazioni delle parti in un unico atto è negata dalla dottrina e giurisprudenza dei paesi nordici (Svezia, Norvegia, Islanda ecc.) dove si ritiene che ciascun contraente sia vincolato solo dalla propria dichiarazione di volontà (configurata quale negozio giuridico unilaterale) in quanto conforme a quella degli altri contraenti.
Nel caso di contratto inter praesentes, ossia quando tutte le parti si trovano nello stesso luogo e nello stesso momento oppure, pur trovandosi in luoghi diversi, sono in comunicazione tra loro con modalità che l'ordinamento equipara alla compresenza (per esempio, nella generalità degli ordinamenti, il collegamento telefonico, in altri anche la teleconferenza), le dichiarazioni delle parti devono intervenire senza ritardo.
Invece, in caso di contratto inter absentes, interviene prima la dichiarazione di una parte, detta proposta (od offerta), seguita dalla dichiarazione di ciascuna delle altre parti, detta accettazione: al riguardo, la regola seguita dalla generalità degli ordinamenti è che la proposta deve contenere tutti gli elementi essenziali del contratto (altrimenti sarebbe solamente un invito a proporre) mentre l'accettazione deve essere in tutto conforme alla proposta, altrimenti vale come nuova proposta (controproposta). La generalità degli ordinamenti ammette, inoltre, la possibilità di una proposta rivolta a una pluralità indeterminata di persone, la cosiddetta offerta al pubblico (in Francia, per esempio, è ammessa dalla dottrina e dalla giurisprudenza, mentre in Italia è positivamente prevista dall'art. 1336 del Codice civile del 1942).
I vari ordinamenti usano diversi criteri per individuare il momento di conclusione del contratto inter absentes. Il contratto, infatti, si considera concluso:
- nel momento in cui chi ha ricevuto la proposta ha spedito l'accettazione, secondo il principio della spedizione seguito in ordinamenti quali Francia, Brasile, Argentina, Spagna (limitatamente ai contratti disciplinati dal codice di commercio) e paesi di common law (dove è noto come mail-box rule);
- nel momento in cui chi ha formulato la proposta è venuto a conoscenza dell'accettazione, secondo il principio della cognizione seguito in ordinamenti quali Spagna (per i contratti disciplinati dal codice civile), Italia, Paesi Bassi e Filippine;
- nel momento in cui l'accettazione è pervenuta all'indirizzo di chi ha formulato la proposta, secondo il principio della ricezione seguito in ordinamenti quali Germania, Austria, Russia, Belgio e Danimarca.

La revoca della proposta impedisce la conclusione del contratto se interviene prima della stessa. Tuttavia, mentre in alcuni ordinamenti di diritto continentale (Italia, Francia, Spagna ecc.) la proposta può essere revocata, salvo che il proponente l'abbia dichiarata irrevocabile, in altri (Germania, Austria, Portogallo, Svizzera, Ungheria ecc) è irrevocabile, salvo che il proponente l'abbia dichiarata revocabile. Nei paesi di common law la proposta è sempre revocabile, persino quando sia stata dichiarata irrevocabile, salvo che sia stata sottoscritta as seal o sussista la consideration. Dalla revoca va tenuto distinto il ritiro della proposta, che interviene prima della sua ricezione da parte del destinatario ed è ammesso in tutti gli ordinamenti.

### La scelta della forma
Le parti sono generalmente libere di usare la forma che ritengano più opportuna, salvo eventuali prescrizioni della legge. Talvolta la manifestazione della volontà può costituire implicitamente una scelta, anche desunta dal comportamento della parte (cosiddetto comportamento concludente) e, più precisamente dal fatto che essa si è comportata come se il contratto fosse stato concluso, pur in assenza di una dichiarazione espressa; tuttavia, in quasi tutti gli ordinamenti, il semplice silenzio serbato verso la proposta non vale, di regola, come accettazione (l'eccezione è rappresentata dalla Svizzera dove, di regola, il silenzio protratto per un congruo termine vale accettazione).
Al di là della forma imposta dal legislatore, è evidente che la scrittura permette di meglio definire i rapporti tra le parti, oltre che essere un efficace mezzo di prova, per cui i contratti di maggior rilievo sono solitamente redatti per iscritto. Al riguardo, va notato che nei paesi di common law si tende a redigere contratti molto più dettagliati rispetto ai paesi di diritto continentale, poiché a differenza di questi ultimi non ci sono dei codici che possano integrarne le disposizioni, sicché il contratto deve essere il più possibile completo e autosufficiente. Più il contratto possiede tali caratteristiche, più è autonomo da qualsiasi ordinamento e questo spiega la fortuna dello stile anglosassone nella redazione dei contratti internazionali.
Nel linguaggio a-tecnico spesso per "contratto" s'intende un documento contrattuale: invece, contrariamente a quanto comunemente si crede, la stragrande maggioranza dei contratti si esegue verbalmente o per fatti concludenti.

## Effetti
Il contratto, come tutti gli atti giuridici negoziali, produce gli effetti giuridici voluti dalle parti. La concezione ottocentesca vedeva nella volontà privata la fonte stessa degli effetti giuridici, che l'ordinamento doveva proteggere, ponendo al più limiti esterni; questa idea è all'origine dell'enunciazione, contenuta nell'art. 1134 del Codice Napoleonico, poi imitato da molti altri codici civili, che il contratto ha «forza di legge» tra le parti. Oggi prevale, invece, l'idea che sia solo l'ordinamento a produrre gli effetti giuridici e il contratto null'altro che una fattispecie alla quale tali effetti sono ricollegati. D'altra parte, l'ordinamento può ricollegare al contratto effetti giuridici anche in mancanza o addirittura contro la volontà delle parti.

### Ambito soggettivo
Secondo un principio che risale al diritto romano, compendiato dalla massima alteri stipulari nemo potest, il contratto produce effetti nei confronti delle sole parti, non di altri soggetti (i terzi). In realtà, negli ordinamenti attuali tale principio soffre di alcune deroghe, la più significativa delle quali è il contratto a favore di terzo, con il quale le parti (in questo caso dette promittente e stipulante) attribuiscono al terzo (detto beneficiario) un diritto di credito nei confronti del promittente. Il contratto a favore di terzi è previsto dal codice civile nei paesi di diritto continentale (a partire dall'art. 1121 del Codice Napoleonico), mentre negli ordinamenti di common law si è fatto strada più a fatica, attraverso interventi legislativi che hanno permesso di superare l'ostacolo frapposto dalle dottrine della relatività degli effetti del contratto (privity of contract) e dell'onerosità contrattuale obbligatoria (nel diritto inglese è stato generalizzato solo con una legge del 1999)

### Obbligatori e reali
In tutti gli ordinamenti il contratto ha effetti obbligatori, potendo costituire, modificare o estinguere obbligazioni tra le parti o, in certi casi, come si è visto, tra parte e terzo e, quindi, diritti di credito e i corrispondenti obblighi (debiti) in capo ai medesimi. In certi ordinamenti il contratto può anche avere effetti reali/efficacia reale e dunque essere un contratto a efficacia reale, ossia costituire, modificare o estinguere diritti reali e, in particolare, trasferire la proprietà di un bene tra le parti.
Nel diritto romano il contratto non era sufficiente per trasferire la proprietà, essendo anche necessaria la consegna del bene (traditio rei, presente nel contratto reale). Il Codice Napoleonico stabilì, invece, che il contratto – quindi il consenso delle parti più una causa – fosse sufficiente per trasferire la proprietà (principio del consenso traslativo) e tale impostazione è ora seguita da vari ordinamenti di diritto continentale: Francia, Italia (contratto consensuale), Portogallo, Ungheria, Norvegia, Finlandia, Islanda ecc. In altri ordinamenti di diritto continentale, invece, è ancora necessaria la consegna del bene (o un atto equivalente, come la iscrizione nei registri immobiliari): Germania, Grecia, Austria, Svizzera, Spagna, Svezia, Russia e maggior parte dei paesi dell'Europa orientale, vari paesi dell'America Latina ecc. Va però notato che in alcuni di questi ordinamenti, vigendo il già ricordato principio di astrazione, sono in definitiva sufficienti il consenso delle parti e la consegna del bene, mentre in altri, vigendo il principio di causalità, è richiesta anche una causa. D'altra parte, in Danimarca, dove pure vige il principio di astrazione, è stato accolto il principio del consenso traslativo, sicché è richiesto il solo consenso delle parti. Più flessibili sono gli ordinamenti di common law, almeno per quel che riguarda la proprietà mobiliare: si ritiene, infatti, che si trasferisca nel momento convenuto dalle parti; tuttavia, se le parti nulla hanno stabilito nel contratto, si presume abbiano optato per il consenso traslativo; nel caso della proprietà immobiliare, invece, il trasferimento deve avvenire con un deed posto in essere dal venditore.
Laddove vige il principio del consenso traslativo una parte consegna all'altra un bene di cui è già proprietaria, essendo già avvenuto il trasferimento di proprietà in virtù del contratto. Al contrario, dove non vige tale principio, una parte, con il contratto (titulus acquirendi), si obbliga a far acquistare la proprietà all'altra parte attraverso un successivo, separato negozio (modus acquirendi), sicché il contratto ha solo effetti obbligatori.